# 대구외국어고등학교
대구외국어고등학교(大邱外國語高等學校)는 대한민국 대구광역시 달서구 신당동에 있는 공립 외국어고등학교이다.

## 학교 연혁
- 1997년 2월 25일 : 대구외국어고등학교 설립인가 (18학급)
- 1997년 3월 1일 : 대구광역시 북구 침산동 400-4 대구여자중학교에서 개교, 초대 신상철 교장 부임
- 1997년 3월 4일 : 1997 입학식(182명 남 80명, 여 102명)
- 1997년 10월 31일 : 신축교사 이전
- 1997년 11월 2일 : 1학년 학생 전원(179명) 기숙사 입사
- 1998년 3월 25일 : 강당 준공
- 2000년 2월 10일 : 제1회 졸업식 (151명)
- 2021년 3월 2일 : 제25회 신입생 입학식 105명
- 2021년 9월 1일 : 제9대 김차진 교장 부임
- 2022년 2월 9일 : 제23회 졸업식(졸업생 132명, 누적인원 3,565명)
- 2023년 2월 9일 : 제24회 졸업식(졸업생 123명, 누적인원 3,688명)
- 2023년 3월 1일 : 제10대 이혜정 교장 부임
- 2023년 3월 2일 : 제27회 신입생 입학식 118명

## 설치 학과
- 영어ㆍ중국어과
- 영어ㆍ일본어과
- 영어ㆍ스페인어과
- 영어ㆍ프랑스어과

## 참고 자료
- 대구외국어고등학교 - 한국교육학술정보원 학교알리미